# Steeve Beusnard
Steeve Beusnard, né le 27 juin 1992 à Lattes (France), est un footballeur professionnel français qui évolue au poste de milieu de terrain au Pau FC .
Joueur combattif et technique, Beusnard s'est graduellement imposé comme un joueur cadre au Pau FC, en dépit de deux ruptures des ligaments croisés, une à chaque genou.

## Biographie
Après avoir intégré le centre de formation du Montpellier Hérault Sport Club, Beusnard n'est pas conservé en raison de sa croissance tardive.
Beusnard commence ainsi sa carrière en Division Honneur avec plusieurs clubs de l'agglomération montpelliéraine.
Avec un statut amateur, Beusnard travaille alors dans le secteur du bâtiment, et notamment la menuiserie.

### AS Béziers
Après l'accession de Béziers en Ligue 2 lors de la saison 2017-2018, Beusnard est conservé dans l'effectif biterrois.
Ainsi, Beusnard fait ses débuts professionnels lors de la saison 2018-2019 de l'Avenir sportif Béziers, à l'occasion d'une 2-0 en Ligue 2 contre l'AS Nancy, le 27 juillet 2018. Beusnard dispute 29 matches de Ligue 2 avec Béziers sous les ordres de Mathieu Chabert.
Beusnard s'impose comme l'un des favoris du Parc des Sports de Sauclières.
Le club est néanmoins relégué en fin de saison 2018-2019.

### Gazélec Ajaccio
En juillet 2019, il quitte Béziers et signe pour le Gazélec Ajaccio.
En décembre 2019, en raison de blessures et de problèmes familiaux, il accepte une résiliation mutuelle de son contrat avec le Gazélec Ajaccio, puis s'engage avec le Pau FC, .

### Pau FC
Avec le Pau FC, il termine en tête du Championnat National 2019-2020, et accède à la Ligue 2.
Toutefois, Beusnard se blesse gravement alors qu’il vient de frapper sur le poteau lors d’un match au sommet du National contre l'USL Dunkerque (2–0).
Lors de la saison 2020-2021 qui voit le club béarnais effectuer sa toute première saison professionnelle, Beusnard est initialement en dedans, à l'image de ses coéquipiers. Toutefois, la seconde partie de saison est d'un autre calibre, et le club obtient un maintien miraculeux.
La saison suivante, le milieu de terrain polyvalent confirme ses qualités au poste de récupérateur, où Didier Tholot l’a replacé. En Octobre 2021, Beusnard se blesse de nouveau, avec une rupture ligamentaire au genou droit, après celle du genou gauche fin février 2020. Sa guérison est compliquée par un staphylocoque.

« C’était la pire douleur que j’ai connue, de la fièvre tous les jours, non-stop, pendant une semaine. J’ai perdu environ huit kilos, je tremblais, j’avais mal partout alors que j’étais sous morphine. J’étais dans une sorte d’état dépressif, je pleurais sans trop savoir pourquoi. A ce moment-là, tu te fous du foot. La seule chose dont tu te préoccupes, c’est ta santé. Je voulais simplement ne plus souffrir, pouvoir remarcher, recouvrer la santé… »

En juin 2022, Beusnard prolonge son contrat de deux années supplémentaires, en dépit de sa grave blessure.
Au cours de la saison 2022-2023, Beusnard s'impose comme un élement de base au milieu de terrain du système de Didier Tholot, en compagnie de Henri Saivet et Sessi d'Almeida. Le milieu défensif est parvenu à retrouver une condition physique exceptionnelle, enchaînant les rencontres avec un temps de jeu considérable. Malgré une légère baisse de performance en janvier, il figure parmi les véritables réussites de cette saison 2022-2023, aux côtés d'Henri Saivet. 
En 2024, Beusnard prolonge son contrat jusqu'en 2026 avec le Pau FC. 

## Vie privée
Steeve Beusnard a un frère jumeau Brayan, avec qui il a évolué à Fabrègues et à Lattes.